# 心の絆
「心の絆」 (こころのきずな, 英語: Friends Will Be Friends) は、クイーンの楽曲で、フレディ・マーキュリーとジョン・ディーコンにより作曲され、アルバム『カインド・オブ・マジック』にも収録されている。この曲は、1986年6月9日にリリースされ、イギリスで14位となった。

## 解説
この曲は、1986年の「Magic Tour」で演奏され、1977年の「News of the World Tour」以来『ウィ・ウィル・ロック・ユー』と『伝説のチャンピオン』の間に、コンサートの最後で歌われた最初で唯一の曲でもある。
『グレイテスト・ヒッツII』、『グレイテスト・フリックスII』、『グレイテスト・ビデオ・ヒッツII』のようなクイーンの様々なベストアルバムにも収録されている。

## プロモーションビデオ
このビデオはDoRoによって指揮され、1986年5月、ウェンブリーのJVCスタジオで、ファンクラブのメンバーらを前に演奏している様子が撮影された。リードボーカルのフレディ・マーキュリーは、最後に音楽をカットし、観客と共に歌う場面がある。このため、これは「決して演奏されないクイーンの最も偉大なショー」と呼ばれた。

## 担当
- フレディ・マーキュリー - リードヴォーカル、コーラス、ピアノ、シンセサイザー
- ブライアン・メイ - エレクトリックギター、コーラス
- ロジャー・テイラー - ドラムス、コーラス
- ジョン・ディーコン - ベース、ギター
- スパイク・エドニー - シンセサイザー

## 収録曲

### 7インチ盤
1. 心の絆 - Friends Will Be Friends (Mercury, Deacon)
2. 輝ける7つの海 - Seven Seas Of Rhye (Mercury)

### 12インチ盤
1. 心の絆 (エクステンデッド・ヴァージョン) - Friends Will Be Friends (Extended Vision) (Mercury, Deacon)
2. 心の絆 (7インチ・ヴァージョン) - Friends Will Be Friends (7" Version) (Mercury, Deacon)
3. 輝ける7つの海 - Seven Seas Of Rhye (Mercury)

## チャート
| チャート (1986年) | ピーク | 週間 |
| ----------------- | ------ | ---- |
| オランダ          | 16     | 9    |
| ドイツ            | 20     | 10   |
| アイルランド      | 4      | 5    |
| ニュージーランド  | 50     | 1    |
| スイス            | 19     | 5    |
| イギリス          | 14     | 12   |